# Shrinking
Production
Diffusion
Shrinking, ou Thérapie vérité au Québec, est une série télévisée américaine réalisée par James Ponsoldt d'après un scénario de Bill Lawrence, Jason Segel et Brett Goldstein et diffusée depuis le 27 janvier 2023 sur Apple TV+.
Cette « dramédie, » (mi-drame, mi-comédie), dont le titre est basé sur le mot shrink qui désigne un psychologue en argot américain, est une coproduction de Warner Bros. Television et Doozer Productions,,.

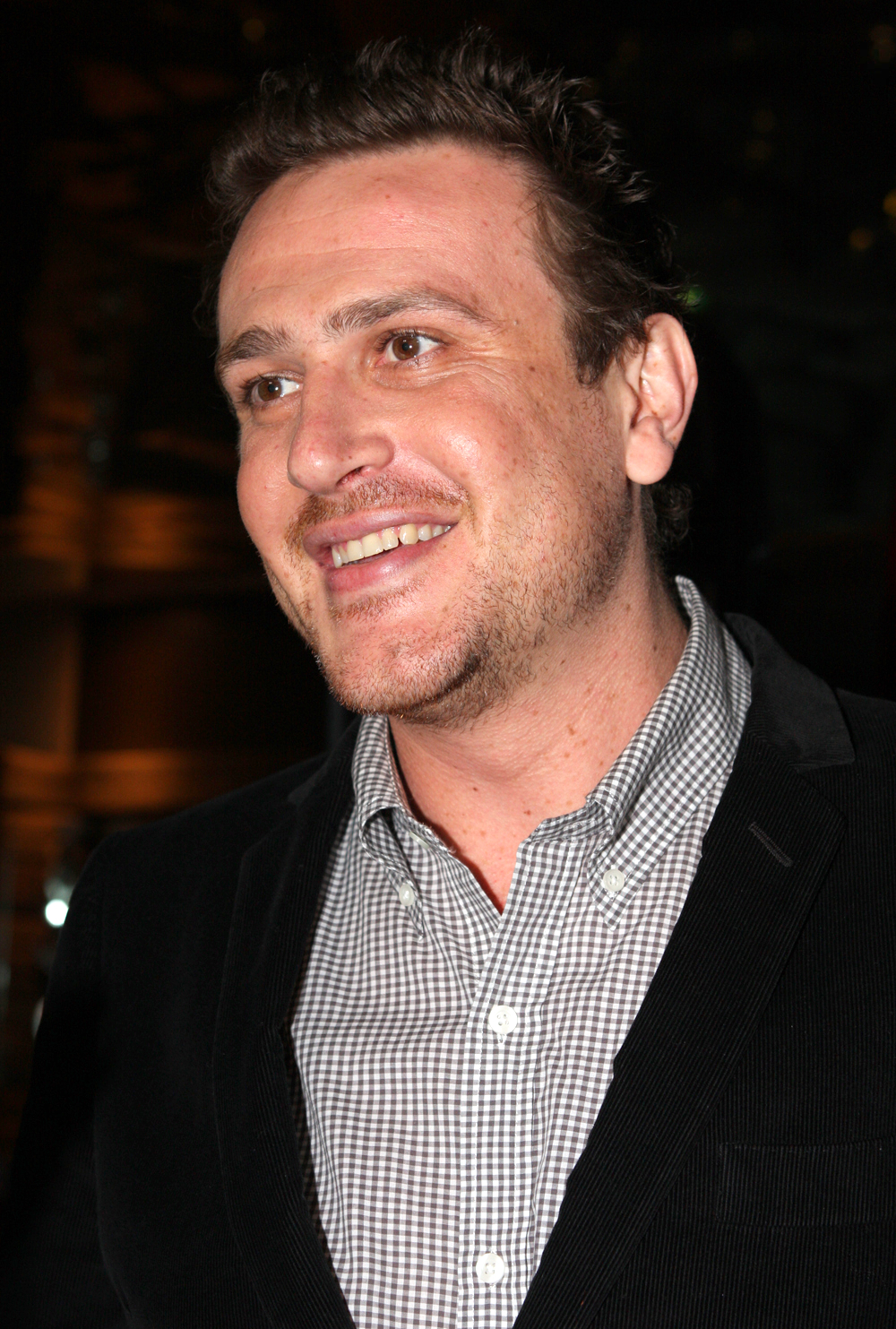
Jason Segel interprète Jimmy Laird.

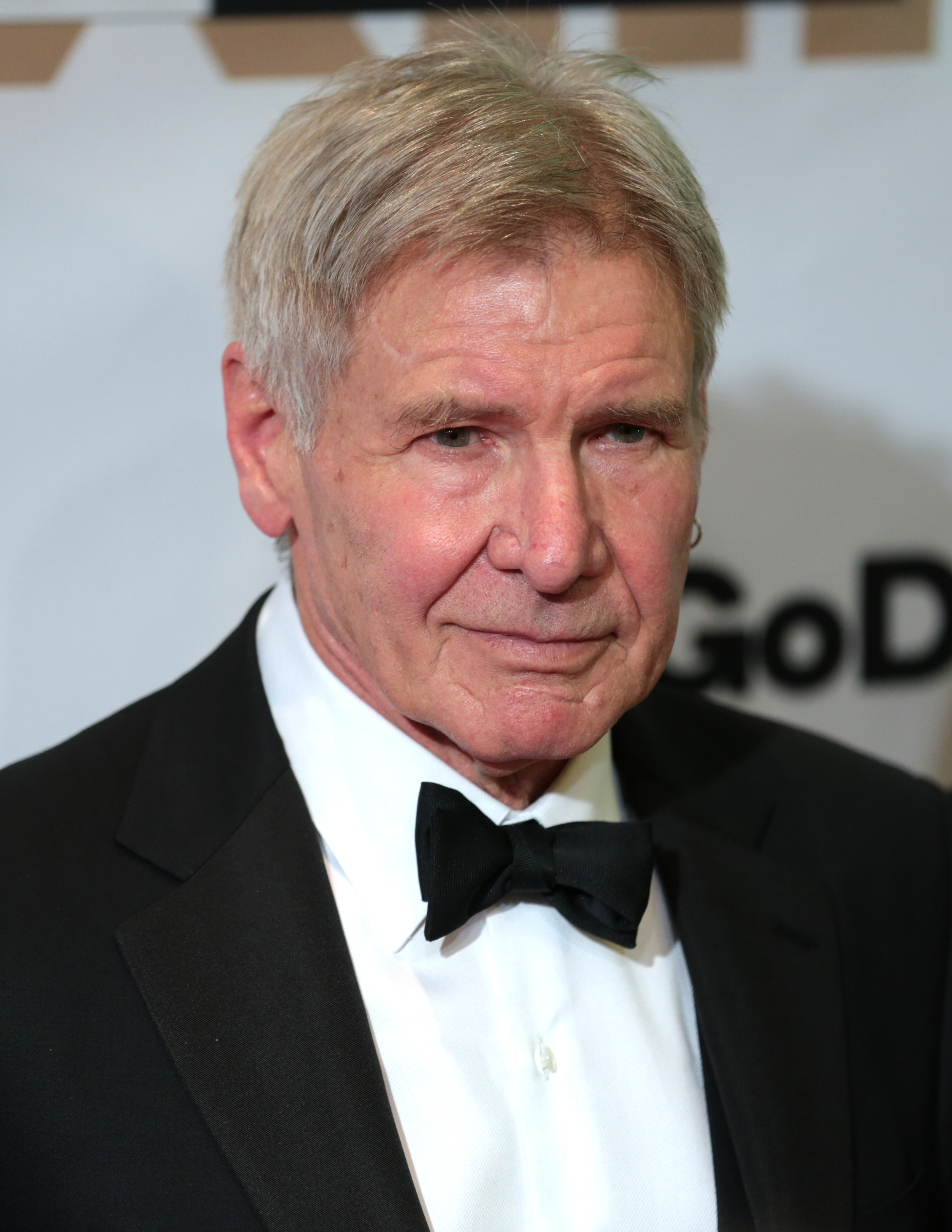
Harrison Ford interprète le docteur Paul Rhoades.

## Synopsis
Jimmy Laird, psychothérapeute californien, est en proie à un deuil sévère. Il commence alors à briser les barrières éthiques en disant à ses patients ce qu'il pense complètement. Son comportement entraîne dès lors des changements massifs dans sa vie et dans la leur.

## Distribution

### Acteurs principaux
- Jason Segel (VF : Mathias Kozlowski) : Jimmy Laird
- Jessica Williams (VF : Déborah Claude) : Gaby Evans
- Luke Tennie (VF : Mike Fédée) : Sean
- Michael Urie (VF : Adrien Larmande) : Brian
- Lukita Maxwell (VF : Émilie Marié) : Alice Laird
- Christa Miller (VF : Brigitte Aubry) : Liz
- Harrison Ford (VF : Jean Barney) : Dr Paul Rhoades
- Ted McGinley (VF : Georges d'Audignon) : Derek (récurrent saison 1, principal depuis la saison 2)

### Acteurs récurrents
- Heidi Gardner (en) (VF : Patricia Piazza) : Grace
- Lilan Bowden (en) (VF : Valérie Nosrée) : Tia
- Devin Kawaoka (en) (VF : Gabriel Ponthus) : Charlie
- Rachel Stubington (VF : Lou Howard) : Summer
- Kenajuan Bentley (VF : Olivier Bénard) : Tim
- Lily Rabe (VF : Juliette Poissonnier) : Meg
- Wendie Malick (VF : Laurence Bréheret) : Dr Julie Baram
- Kimberly Condict (VF : Marie Bouvier) : Wally
- Tilky Jones (en) (VF : Emmanuel Curtil) : Donny
- Gavin Lewis (en) (VF : Arthur Raynal) : Connor (saison 2, invité saison 1)
- Neil Flynn (VF : Paul Borne) : Raymond (saison 2, invité saison 1)
- Mike C. Nelson (VF : Emmanuel Gradi) : Dan
- Brett Goldstein (VF : Arnaud Arbessier) : Louis Winston (saison 2)
- Courtney Taylor : Courtney (saison 2)
- Amy Rosoff : Dr Sykes (saison 2)
- Vernee Watson-Johnson (VF : Cathy Cerdà) : Phyllis (saison 2)
- Josh Hopkins (VF : Cyrille Monge) : Mac (saison 2)
- Damon Wayans Jr. (VF : Jean-Baptiste Anoumon) : Derrick (saison 2)

### Invités
- Asif Ali (en) (VF : Taric Mehani) : Alan (saison 1)
- Miriam Flynn (VF : Hélène Vauquois) : Pam (saison 1)
- Brian Howe (VF : Jérôme Wiggins) : Kip (saison 1)
- Kelly Bishop (VF : Françoise Pavy) : Susan (saison 2)
- Meredith Hagner (en) (VF : Audrey Sourdive) : Sarah (saison 2)
- Claudia Sulewski (VF : Marytille Lerebours) : Ava (saison 2)
- Cobie Smulders (VF : Laura Blanc) : Sofi (saison 2)
- Nora Kirkpatrick : Kellie (saison 2)
- Jeff Daniels : le père de Jimmy (saison 3)
- Michael J. Fox : (saison 3)

 Source et légende : version française (VF) sur RS Doublage et les cartons du doublage français.

## Production
La série est créée et écrite par Bill Lawrence, Jason Segel et Brett Goldstein, et le premier épisode est réalisé par James Ponsoldt,,. L'intrigue a pour cadre la ville de Los Angeles.
En avril 2022, Harrison Ford, Jessica Williams, Christa Miller, Michael Urie, Luke Tennie et Lukita Maxwell sont engagés pour interpréter les principaux personnages récurrents tandis que James Ponsoldt et Randall Wiston rejoignent la production comme réalisateurs et producteurs exécutifs,,,.
Le 9 mars 2023, la série est renouvelée pour une deuxième saison.
Le 17 octobre 2024, Apple TV+ renouvelle la série pour une troisième saison.

### Commentaires
Il est à noter que Shrinking est la seconde série, après 1923, dans laquelle Harrison Ford figure en tant qu'acteur récurrent,.
Le titre de la série est basé sur le mot shrink qui désigne en argot américain un psy (psychiatre, psychanalyste ou psychologue). Le terme shrinking signifie quant à lui un rétrécissement, une réduction ou une contraction.

### Fiche technique
Sauf indication contraire, les informations mentionnées dans cette section peuvent être confirmées par la base de données cinématographiques IMDb,  présente dans la section « Liens externes ».
- Titre original : Shrinking
- Titre québécois : Thérapie vérité
- Genre : dramédie[1],[2] (mi-drame, mi-comédie), Comédie[4]
- Production : Bill Lawrence, Jason Segel, Brett Goldstein, James Ponsoldt, Randall Winston, Jeff Ingold et Liza Katzer[4],[5]
- Sociétés de production : Warner Bros. Television et Doozer Productions[3],[4],[5]
- Réalisation : James Ponsoldt (1er épisode)[3],[4],[5], Ry Russo-Young, Randall Winston
- Scénario : Bill Lawrence, Jason Segel et Brett Goldstein[3],[4],[5]
- Directeur de la photographie : Jim Frohna
- Musique : Tom Howe
- Décors : Cabot McMullen, Judy Cosgrove et Andrea Mae Fenton
- Costumes : Allyson B. Fanger
- Pays de production :  États-Unis
- Langue originale : anglais
- Format : couleur
- Nombre de saisons : 2
- Nombre d'épisodes : 22
- Durée : 33 minutes
- Dates de première diffusion : 27 janvier 2023 (Apple TV+)[3],[4],[5],[17]

## Épisodes

### Première saison (2023)
1. Pile ou face (Coin Flip)
2. Forteresse de solitude (Fortress of Solitude)
3. Quinze minutes (Fifteen Minutes)
4. Patates (Potatoes)
5. Wouf (Woof)
6. Syndrôme de l'imposteur (Imposter Syndrome)
7. La Tournée des excuses (Apology Tour)
8. Boup (Boop)
9. Aller de l'avant (Moving Forward)
10. Épilogue (Closure)

### Deuxième saison (2024)
1. Jimmy-er (Jimmying)
2. La souffrance est libératrice (I Love Pain)
3. L'égoïsme psychologique (Psychological Something-ism)
4. Je vous ai eu (Made You Look)
5. Période honnête (Honesty Era)
6. Solitude (In a Lonely Place)
7. À bras le corps (Get in the Sea)
8. Le dernier verre (Last Drink)
9. Tête d'adulte bien tassé (Full Grown Dude Face)
10. Changer ses habitudes (Changing Patterns)
11. Les médocs ne marchent pas (The Drugs Don't Work)
12. Le dernier Thanksgiving (The Last Thanksgiving)

### Troisième saison (2025)
Elle est prévue pour 2025.

## Accueil critique
Pour Fanny Lombard Allegra, du site VL-Media, « Shrinking joue sur le terrain de la dramédie avec fluidité et naturel ». Elle précise : « Le drame finit par devenir une comédie ou l'inverse, sans qu'on ait l'impression de basculer d'un genre à l'autre en une seule scène. Quand la comédie prend le pas sur le drame, la série enchaîne les situations saugrenues, les répliques subtiles et les moments divertissants. Au contraire, quand l'émotion domine, elle affleure en laissant transparaître les problèmes personnels et les sentiments de ses personnages — et notamment de ces thérapeutes qui aident leurs patients mais sont incapables de surmonter leurs propres difficultés. Outre le fait que les deux séries ont été créées par Bill Lawrence, la comparaison avec Ted Lasso se justifie surtout parce qu'on retrouve la même sensation feel good, un habile mélange entre humour léger et émotion, la même attention portée aux personnages. ».
La chroniqueuse émet cependant plusieurs réserves : « Il est difficile de trouver des défauts flagrants à la série ; il est tout aussi difficile de lui trouver une vraie originalité. Shrinking manque un peu d'audace : l'ironie affleure parfois mais avec timidité, le ton et la narration restent confortables voire prévisibles et il n'y a guère de surprises. Il manque cette petite touche supplémentaire susceptible de faire jaillir la petite étincelle qui porterait la série à un autre niveau. Avec ses dix épisodes de trente minutes environ, Shrinking a aussi tendance à rester superficielle, et on aurait parfois aimé qu'elle s'accorde un peu plus de temps pour explorer certaines situations. ».

## Distinctions

### Nominations
- Golden Globes 2024 : Meilleur acteur dans une série télévisée musicale ou comique pour Jason Segel
- Golden Globes 2025 : 
  - Meilleur acteur dans une série télévisée musicale ou comique pour Jason Segel
  - Meilleur acteur dans un second rôle dans une série, une mini-série ou un téléfilm pour Harrison Ford